# Real Husbands of Hollywood
Real Husbands of Hollywood est une série télévisée américaine en 58 épisodes de 22 minutes créée par Kevin Hart et Chris Spencer, diffusée entre le 15 janvier 2013 et le 13 décembre 2016 sur BET.
En France, la série est diffusée depuis le 17 novembre 2015 sur BET France. Néanmoins, elle reste inédite dans les autres pays francophones.

## Synopsis
Le quotidien de l'acteur Kevin Hart, entouré de ses amis tout aussi célèbres sous les feux des projecteurs de Hollywood.

## Distribution

### Acteurs principaux
- Kevin Hart (VFB : Karim Barras) : Kevin Hart
- Duane Martin (VFB : Erwin Grünspan) : Duane Martin
- Nelly : Nelly
- Nick Cannon (VFB : Sébastien Hébrant) : Nick Cannon
- Cynthia McWilliams (en) (VFB : Audrey D'Hulstère) : Trina Shaw
- Robin Thicke (VFB : Nicolas Matthys) : Robin Thicke (saison 1, invité saison 5)
- J. B. Smoove (VFB : Michel Hinderyckx) : J.B. Smoove
- Dondre Whitfield (en) : Dondré Whitfield (saison 4)
- Boris Kodjoe : Boris Kodjoe

### Autres
- Felicia O'Dell (VFB : Stéphane Excoffier) : Tati Fee
- Erica Ash (VFB : Monia Douieb) : Bridgette
- Nia Long (VFB : Charlotte Corréa) : Nia Longsharmagne

Voix de doublage additionnelles (non attribuées) : Audrey d'Hulstère, Franck Dacquin, Monia Douieb, Sophie Landresse, Pierre Le Bec, Antoni Lo Presti, Michelangelo Marchese

## Épisodes

### Première saison (2013)
1. La Tarte de la colère (Easy Bake Kevin)
2. Tout le monde aime Robin (Thicke and Tired)
3. C'est chaud là-dedans (It's Gettin' Hot in Here)
4. Mauvais Karma (Karma's a Mitch)
5. Hart contre Mosley (Hart vs. Mosley)
6. Auf Wiedersehen, les Mectasses (Auf Wiedersehen, Mitches)
7. Piégé (Trick'd)
8. Embrouille de stars (Hollyhood Scuffle)
9. Ours maître chanteur (Blackstabbers)
10. Soirée entre couples (Retreat from Couples)

### Deuxième saison (2013)
Le 8 mars 2013, la série a été renouvelée pour une deuxième saison, diffusée à partir du 15 octobre 2013.
1. Fichue collecte (Fund Raising Hell)
2. Collecte fichue (Hell of a Fund Raiser)
3. Casting bidon (Frauditions)
4. Tisha et Duane (Tisha & Duane)
5. Rock star (Rock, Paper, Stealers)
6. Basic Intrigue (Hook, Lie & Sink Her)
7. Selita à tout prix (Outdated)
8. Coup de poker (Doing the Bump)
9. La baby shower (Scattered Shower)
10. Douche froide (Storm Showers)
11. Grossesse nerveuse (The Bump Stops Here)
12. L'Hart de tomber (The Harter They Fall)

### Troisième saison (2014-2015)
Elle a été diffusée à partir du 14 octobre 2014, prenant une pause au mois de décembre.
1. La Chute de la légende - partie 1 (Falling Legend - Part I)
2. La Chute de la légende - partie 2 (Falling Legend - Part II)
3. Pas de nouveaux amis (No New Friends)
4. Votez pas pour Nick ! (Don't Vote for Nick)
5. 47 heures et demie environ (A Blurred 47 1/2 Hours)
6. Ma coloc à roulettes (Rolling with My Roomie)
7. Deux papas (Bad Sport)
8. Enfer carcéral (Black Is the Same Old Black)
9. La Guerre pour Duane (The Fight for Duane)
10. Comportement top modèle (Model Behavior)
11. Votez pour un rein (Vote for Kidney)
12. Une chance sur un Bézillion (One in a Bazillion)

### Quatrième saison (2015-2016)
Elle a été diffusée en deux parties, les huit premiers épisodes à partir du 18 août 2015, puis les six restant à partir du 6 janvier 2016.
1. Piégé ! (Suck My Trick)
2. Quand Kévin rencontre Salli (When Kevin Met Salli)
3. Hartoxication - 1re partie (Hart Medication - Part I)
4. Hartoxication - 2e partie (Hart Medication - Part II)
5. Turbulences en altitude (Cabin Pressure)
6. Super Zero (The Great American Hero)
7. Kevin Davis Junior (Kevin Davis Jr.)
8. Papotage (Broad Talk)
9. titre français inconnu (Walk of Shame)
10. titre français inconnu (Bazillion Dollar Arm)
11. titre français inconnu (Don't Cross That Bridgette)
12. titre français inconnu (Claire and Present Danger)
13. titre français inconnu (Trina Sister)
14. titre français inconnu (Easy as 1-2-3)

### Cinquième saison (2016)
Le 21 janvier 2016, la série a été renouvelée pour une cinquième saison, diffusée à partir du 11 octobre 2016.
1. Rencontres aux alcooliques anonymes (Keep Coming Back)
2. La Malédiction de la chèvre morte (Baaack to School)
3. Cinquante nuances de Kev (Fifty Shades of Brown)
4. Le Black-chelor (The Suitor)
5. Kevin et Nick se craquent (Kevin and Nick are Wack)
6. Hart dans le ghetto (Hart in the Hood)
7. Treize et un noir au soleil (Raising a Negro in the Sun)
8. Une aiguille dans une meule de pompes (Everyday I'm Hustlin')
9. #Hollywoodtropnoir - Partie 1 (#Hollywoodtooblack Part 1)
10. #Hollywoodtropnoir - Partie 2 (#Hollywoodtooblack Part 2)